# Tannay British Cemetery
Le cimetière « Tannay British Cemetery » est un cimetière de la Première Guerre mondiale situé à Thiennes (Nord).

## Victimes
| Pays        | Victimes |
| ----------- | -------- |
| Royaume-Uni | 362      |
| Canada      | 1        |
| Total       | 363      |

## Coordonnées GPS
50° 38′ 16″ nord, 2° 29′ 45″ est